# 569 هـ
569 هـ هي سنة في التقويم الهجري امتدت مقابلةً في التقويم الميلادي بين سنتي 1173 و1174.

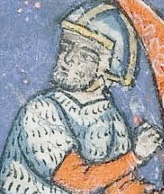
نور الدين زنكي

## مواليد
- الملك المجاهد أسد الدين شيركوه
- ضياء الدين المقدسي
- ظهير الدين المخزومي
- محمد بن عبد الواحد المقدسي

## وفيات
- ابن الدهان البغدادي
- ابن قرقول
- بنيامين التطيلي
- عبد النبي بن مهدي
- عمارة اليمني
- نور الدين زنكي
- هبة الله بن كامل